# Leptodactylus elenae
Espèce
Statut de conservation UICN

 LC  : Préoccupation mineure
Leptodactylus elenae est une espèce d'amphibiens de la famille des Leptodactylidae.

## Répartition
Cette espèce se rencontre : 
- en Argentine dans les provinces de Jujuy et de Salta;
- au Paraguay ;
- dans la plaine bolivienne ;
- au Brésil dans les États du Mato Grosso et du Mato Grosso do Sul.

## Étymologie
Le nom de cette espèce fait référence à Elena Heyer, la fille du descripteur.

## Publication originale
- Heyer, 1978 : Systematics of the fuscus group of the frog genus Leptodactylus (Amphibia, Leptodactylidae).  Natural History Museum of Los Angeles County Science Bulletin, no 29, p. 1-85 (texte intégral).